# Doryanthaceae
Las doriantáceas (nombre científico Doryanthaceae) son una pequeña familia de plantas monocotiledóneas. 

## Descripción
Son hierbas enormes formadoras de rosetas, representan un elemento conspicuo de la flora de los alrededores de Sídney, Australia, y es difícil que su floración pase inadvertida. Las hojas tienen márgenes enteros pero se desintegran en fibras hacia el ápice. Las inflorescencias subumbeladas nacidas al final de largos tallos tienen numerosas flores de color rojo brillante, de simetría radial y con ovario ínfero. La familia fue reconocida por sistemas de clasificación modernos como el sistema de clasificación APG II del 2003 y el APWeb (2001 en adelante), en los que consta de un único género, Doryanthes, con sólo 2 especies.

## Filogenia
Las relaciones de Doryanthaceae con las familias de Asparagales que la rodean en los análisis filogenéticos todavía son poco claras tanto en los análisis morfológicos como en los moleculares. Chase et al. (2006) la encontró emparentada con (Ixioliriaceae + Iridaceae), pero no es la topología presentada por el APWeb a enero del 2009. En el APWeb la topología es (Ixioliriaceae + Tecophilaeaceae) (Doryanthaceae (Iridaceae, etc.)), para esa topología hay apoyo moderado en Fay et al. (2000), y un apoyo de 92 % en Graham et al. (2006). Rudall (2003) encuentra una relación morfológica cercana entre Doryanthaceae e Iridaceae.

## Taxonomía

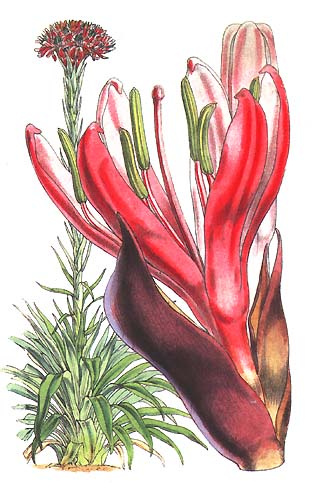
Doryanthes excelsa.

El único género y las especies, conjuntamente con su publicación válida y distribución se listan a continuación (Real Jardín Botánico de Kew):
Doryanthes Corrêa, Trans. Linn. Soc. London 6: 211 (1802). E. de Australia. 2 especies:
- Doryanthes excelsa Corrêa, Trans. Linn. Soc. London 6: 213 (1802). E. de Nueva Gales del Sur.
- Doryanthes palmeri W.Hill ex Benth., Fl. Austral. 6: 452 (1873). SE. de Queensland al NE. de Nueva Gales del Sur.

Son sinónimos de Doryanthes palmeri: Doryanthes guilfoylei, Doryanthes larkinii.